# Live at Benaroya Hall
Live at Benaroya Hall другий концертний альбом американської групи Pearl Jam, який вийшов 27 липня 2004 року. Його записали під час концерту у «Benaroya Hall», що розташований у Сієтлі.

## Треклист
1. Of the Girl — 5:22
2. Low Light — 4:18
3. Thumbing My Way — 4:49
4. Thin Air — 4:25
5. Fatal — 3:49
6. Nothing as It Seems — 7:29
7. Man of the Hour — 3:58
8. Immortality — 6:18
9. Off He Goes — 5:53
10. Around the Bend — 5:37
11. I Believe in Miracles — 5:29
12. Sleight of Hand — 5:13
13. All or None — 7:42
14. Lukin — 2:07
15. Parting Ways — 5:24
16. Down — 3:08
17. Encore Break — 0:49
18. Can't Keep — 3:15
19. Dead Man — 4:24
20. Masters of War — 6:06
21. Black — 7:41
22. Crazy Mary — 7:40
23. 25 Minutes to Go — 4:43
24. Daughter — 6:30
25. Encore Break — 1:06
26. Yellow Ledbetter — 6:01